# Thyridanthrax calochromatus
Thyridanthrax calochromatus är en tvåvingeart som beskrevs av Mario Bezzi 1921. Thyridanthrax calochromatus ingår i släktet Thyridanthrax och familjen svävflugor. Inga underarter finns listade i Catalogue of Life.